# Contea di LaRue
La contea di LaRue (in inglese LaRue County) è una contea dello Stato del Kentucky, negli Stati Uniti. La popolazione al censimento del 2000 era di 13 373 abitanti. Il capoluogo di contea è Hodgenville.

## Storia
La contea fu istituita nel 1843 e prende nome da John LaRue, pioniere del Kentucky.